# Valmaseda
Valmaseda (em castelhano) ou Balmaseda (em basco) é um município da Espanha na província da Biscaia, comunidade autónoma do País Basco, com 22,3 km² de área. Em 2021 tinha 7 651 habitantes (densidade: 343,1 hab./km²).

## Demografia
| Variação demográfica do município entre 1991 e 2004 | Variação demográfica do município entre 1991 e 2004 | Variação demográfica do município entre 1991 e 2004 | Variação demográfica do município entre 1991 e 2004 |
| --------------------------------------------------- | --------------------------------------------------- | --------------------------------------------------- | --------------------------------------------------- |
| 1991                                                | 1996                                                | 2001                                                | 2004                                                |
| 7333                                                | 7226                                                | 7069                                                | 7117                                                |